# Zona vulnerable a nitratos
Una zona vulnerable a nitratos es una designación de conservación   para áreas   de terreno que drenan en aguas contaminadas por nitratos, o cursos de agua que podrían contaminarse con nitratos debido a amenazas medioambientales y sanitarias. Puede declararse una zona como vulnerable a nitratos, como respuesta a un aumento en la lixiviación de nitratos   o a un mayor uso de fertilizantes a base de nitratos.

## Localizaciones

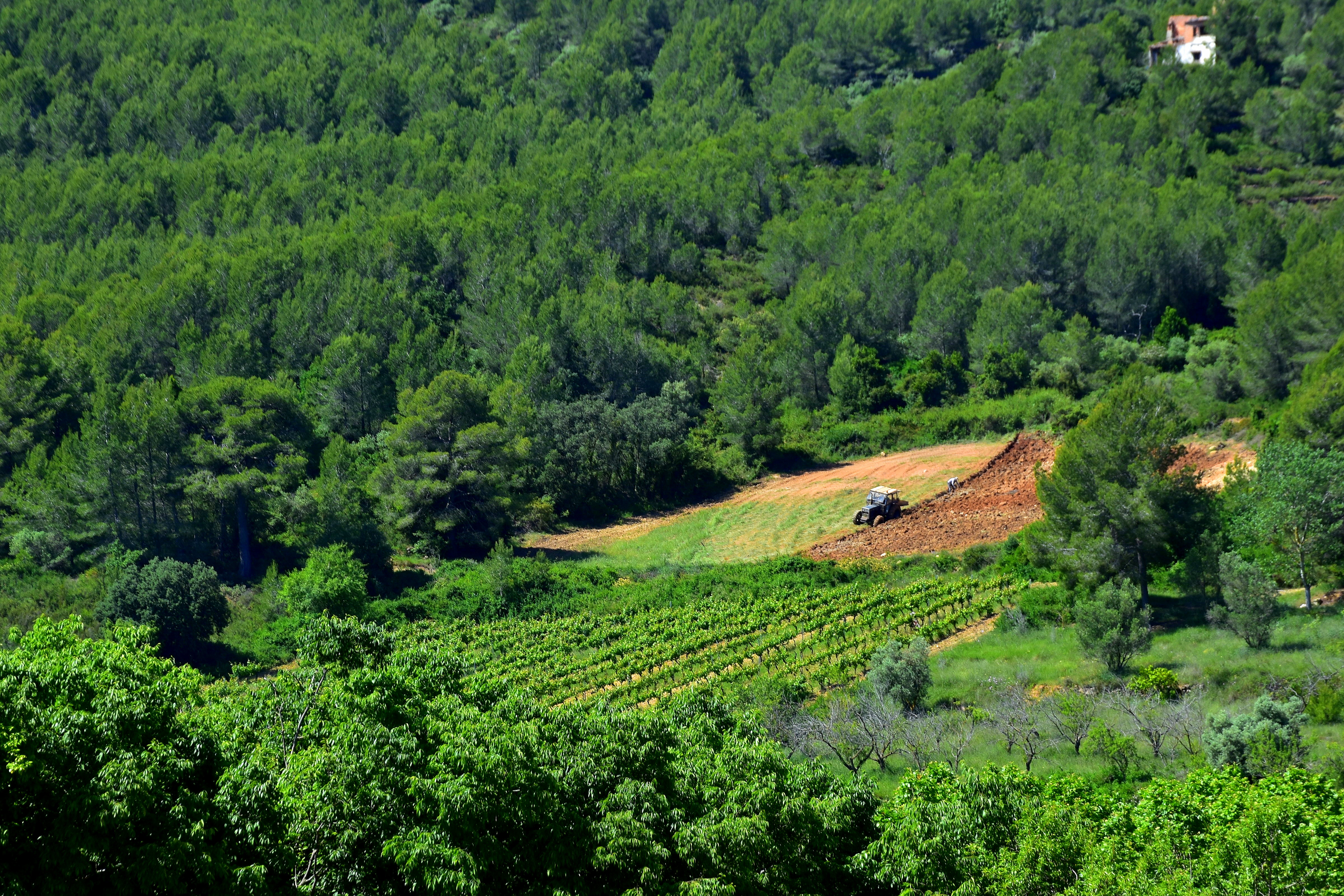
Granja en Europa.

## Contaminación por nitratos